# リュクルゴスの聖杯

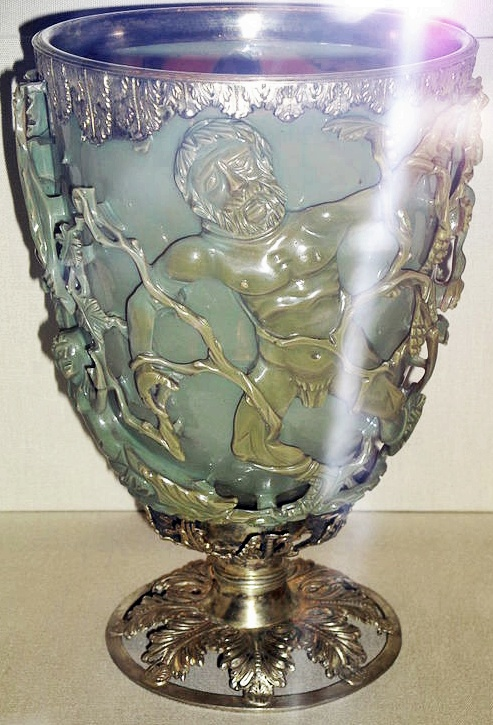
不透明な淡い緑色に見えるリュクルゴスの聖杯

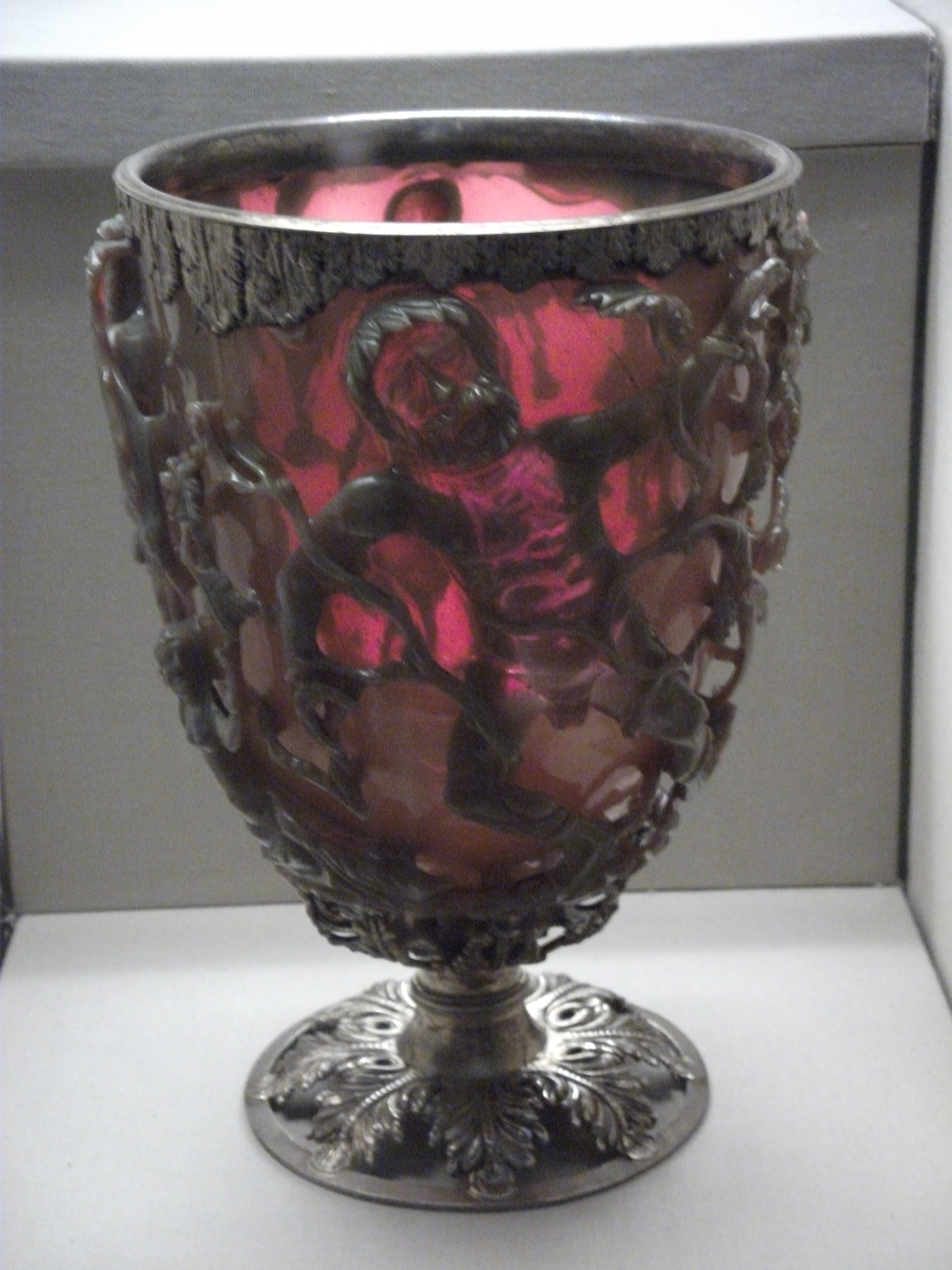
赤く見えるリュクルゴスの聖杯

リュクルゴスの聖杯とは光を照射する角度によって色が変わるガラスの杯。

## 概要
トラキアのリュクルゴスをモチーフにした装飾が施されている。

## 由来
後期ローマ時代に製造されたと推定される。現在では大英博物館にて展示される。

## 特徴
光を照射する角度によって不透明の淡い緑から赤みを帯びた色に変わる。

## 理由
ガラス内に分散されたナノスケールの銀と金コロイド粒子による表面プラズモン共鳴によって色が変化すると考えられる。一種の構造色であると推定される。

## 製法
ガラス内に分散されている銀と金のコロイド粒子の粒径を精密に制御することは現在の技術でも難易度が高く、当時は偶然の産物であったと考えられる。

## 参考書籍
- パリティ (雑誌) 2012年2月号